# Christoph Rudolff
Christoph Rudolff (alemany: Christoff Rudolff)  (Jawor, c. 1499 - Viena, c. 1543) va ser un matemàtic alemany del segle xvi, autor de la primera àlgebra en alemany.

## Vida
Poca cosa es coneix de la seva vida. Se sap que va ser estudiant amb Henricus Grammateus (Heinrich Schreiber), per tant va estudiar a la universitat de Viena. Es suposa que va ser professor a Viena, com ell mateix diu a la introducció del seu llibre quan explica els exemples que fa servir per ensenyar els seus alumnes. Però no consta que fos professor de la universitat.

## Obra
És autor d'una obra titulada Behend vnnd Hubsch Rechnung durch die kunstreichen regeln Algebre so gemeincklich die Coss genennt werden, coneguda normalment amb el nom de Coss. Aquest nom era usual en els llibres d'àlgebra alemanys: Coss és una adaptació del mot italià cosa, amb el que els matemàtics italians de l'època es referien a la incògnita en una equació.
L'obra es va publicar el 1525 a Estrasburg i el 1553 se'n va publicar una reedició ampliada i totalment revisada per Michael Stifel.
En aquest llibre s'utilitzen per primer cop els símbols {\displaystyle +} i {\displaystyle -} per a representar les operacions de suma i resta. També s'introdueix per primera vegada el símbol{\displaystyle {\sqrt {}}} per a referir-se a l'arrel quadrada. A més, admet en algunes ocasions taxades els coeficients irracionals en les equacions.
A la segona part del llibre dona les regles per a resoldre equacions algebraiques, però ho fa en forma diferent a Muhàmmad ibn Mussa al-Khwarazmí, agrupant les equacions en vuit formes diferents. Finalment, exposa dos centenars llargs de problemes.
La obra va tenir força influència, fins al punt que va orientar l'obra del matemàtic valencià Marco Aurel i que Euler, dos-cents anys més tard, s'ufanejava d'haver resolt els seus 434 problemes abans de complir els vuit anys.